# Two-up

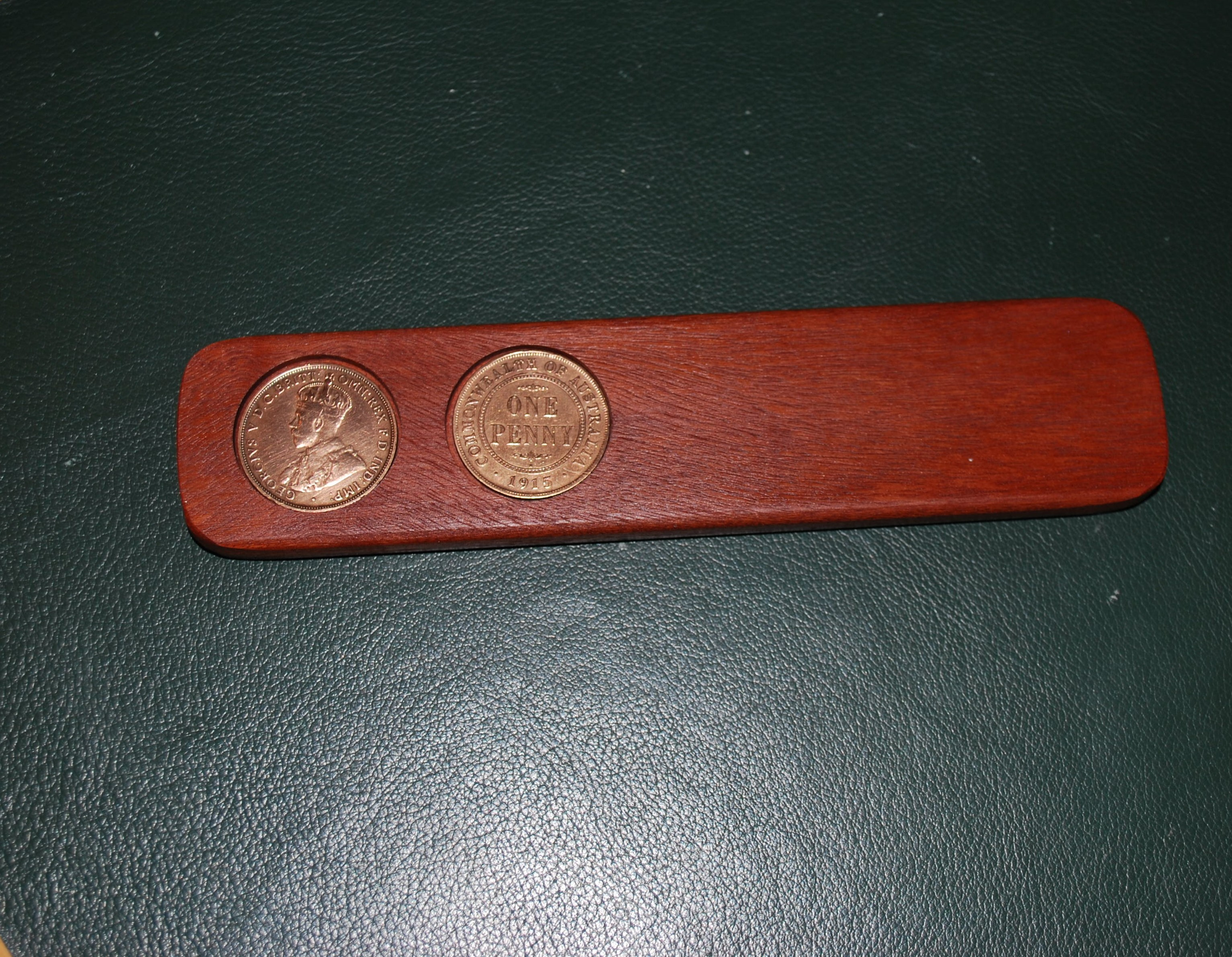
Due penny australiani originali del 1915 in un kip da cui vengono lanciati. Il 1915 è significativo poiché è l'anno della campagna di Gallipoli che viene ricordata ogni anno in occasione dell'ANZAC Day

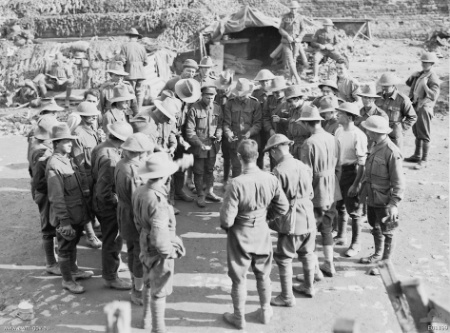
Soldati australiani che giocano a two-up durante la prima guerra mondiale al fronte vicino a Ypres, 23 Dicembre 1917, Australian War Memorial Museum

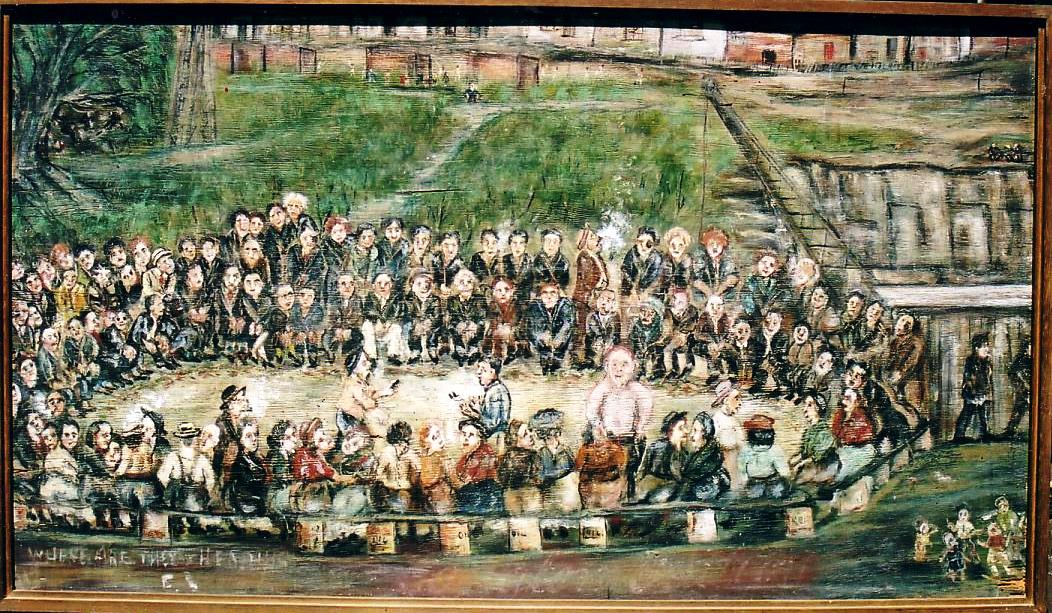
Pittura del gioco 2-up. Paddington, Sydney. Artista sconosciuto. 1890 circa

Two-up è un gioco d'azzardo tradizionale australiano, che coinvolge un "filatore" designato che lancia due monete in aria. I giocatori scommettono se le monete cadranno con entrambe testa (dritto) in alto, entrambe le croci (inverso) in alto, o con una moneta testa e una croce (noto come "Ewan"). Viene tradizionalmente giocato durante l'Anzac Day nei pub e nei club di tutta l'Australia, in parte per celebrare un'esperienza condivisa con Diggers (soldati australiani o neozelandesi) nel corso dei secoli.
Il gioco è tradizionalmente giocato con i penny: il loro peso, le dimensioni e il design della superficie li rendono ideali per il gioco. Il peso e le dimensioni le rendono stabili sul "kip" e facili da girare in aria. Le monete decimali sono generalmente considerate troppo piccole e leggere e non volano altrettanto bene. Il disegno dei penny precedenti al 1939 aveva la testa del sovrano sul dritto (anteriore) e il retro era completamente coperto per iscritto, rendendo il risultato molto facile e veloce da vedere. I penny ora sono contrassegnati da una croce bianca sul lato opposto (croce). Si possono spesso osservare i penny usati nelle partite dell'Anzac Day, poiché vengono tirati fuori appositamente per questo scopo ogni anno.

## Storia
Le origini esatte del two-up sono oscure, ma sembra essersi evoluto da cross and pile, un gioco d'azzardo che prevedeva il lancio di una singola moneta in aria e la scommessa sul risultato. Il two-up era popolare tra i cittadini inglesi e irlandesi più poveri nel XVIII secolo.
La predilezione dei detenuti per questo gioco fu notata già nel 1798 dal primo difensore del giudice del New South Wales, così come la mancanza di abilità coinvolte e le grandi perdite. Entro il 1850, la versione a "due monete" veniva giocata nei giacimenti auriferi delle colonie orientali e si diffuse in tutto il paese in seguito alla successiva corsa all'oro.
Two-up è stato ampiamente giocato dai soldati australiani durante la prima guerra mondiale . I giochi d'azzardo, a cui è stato chiuso un occhio, sono diventati una parte regolare delle celebrazioni dell'Anzac Day per i soldati restituiti, sebbene two-up fosse illegale in tutte le altre occasioni.
Col passare del tempo, in tutta l'Australia sono cresciute "scuole two-up" illegali sempre più elaborate, con costernazione delle autorità ma con l'appoggio della polizia corrotta. La leggendaria Thommo's Two-up School, che ha operato in varie località di Surry Hills, Sydney, dai primi anni del 20º secolo fino almeno al 1979, è stata una delle prime grandi operazioni di gioco d'azzardo illegale in Australia.
La popolarità del two-up è diminuita dopo gli anni '50 quando forme più sofisticate di gioco come il baccarà hanno guadagnato popolarità nelle case da gioco illegali e quando le macchine da poker ( slot machine ) sono state legalizzate nei club.
Legal two-up è arrivato con la sua introduzione come gioco da tavolo nel nuovo casinò di Hobart nel 1973, ma ora è offerto solo al Crown Perth e al Crown Melbourne . Il doppio è stato anche legalizzato nell'Anzac Day, quando viene giocato nei club e negli hotel della Returned Servicemen's League (RSL). Anche diverse "scuole two-up" turistiche nell'Outback sono state legalizzate. Ai sensi del NSW Gambling (Two-Up) Act 1998, giocare a two-up nel NSW non è illegale durante l'Anzac Day.
| Termine               | Significato |
| --------------------- | --- |
| Scuola                | Il nome collettivo per un gruppo di giocatori d'azzardo che giocano a Two-up. |
| Squillo               | L'area designata dal filatore per far girare le monete. Lo Spinner deve stare sul ring per girare e le monete devono atterrare e fermarsi all'interno del ring. |
| Filatore              | La persona che lancia le monete in aria. L'opportunità di essere il filatore è offerta a sua volta ai giocatori d'azzardo nella scuola. |
| Pugile                | Persona che gestisce il gioco, di solito fornisce l'attrezzatura, controlla le scommesse, prende commissioni e non partecipa alle scommesse. |
| Ringkeeper (Ringie)   | Persona che chiama la validità di ogni lancio e si prende cura delle monete tra i lanci (per evitare perdite o interferenze). Posiziona le monete sul Kip per lo spinner quando il giro di scommesse è completo e chiama "Come in Spinner" per consentire il lancio. A volte noto anche come "Bender" - per chinarsi per recuperare le monete.                |
| Kip                   | Un piccolo pezzo di legno su cui vengono posizionate le monete prima di essere lanciate, a volte l'area di appoggio delle monete è rivestita di tela o pelle per migliorare l'attrito. In alcuni giochi le monete sono poste con la croce (croce bianca) in alto, nei giochi da casinò le monete sono poste con i lati opposti (una testa, una coda) in alto. |
| Lancia il Kip         | Affinché lo Spinner restituisca il kip al Ringkeeper prima di un tiro perdente, cioè si ritiri dopo un tiro vincente. |
| Teste                 | Entrambe le monete atterrano con il lato "testa" rivolto verso l'alto. (Probabilità 25% (circa)) |
| Code                  | Entrambe le monete cadono con il lato "croce" rivolto verso l'alto. (Probabilità 25%) |
| Quote o "Uno di loro" | Una moneta cade con la "testa" rivolta verso l'alto e l'altra con la "croce" rivolta verso l'alto. (Probabilità 50%) |
| Dispari               | Per girare cinque "quote" di fila. (Probabilità 3.125%) |
| Vieni in Spinner      | La chiamata data dal pugile quando tutte le scommesse sono state piazzate e le monete sono ora pronte per essere lanciate. |
| "Bloccato"            | La chiamata quando si è verificato un giro illegale: le monete non sono state lanciate più in alto della testa o non hanno ruotato in aria. |
| Cacatua               | Utilizzato solo tra il 1800 e la fine degli anni '30, a causa della legalizzazione di due persone nell'Anzac Day . Era il soprannome della vedetta che avvertiva i giocatori delle incursioni della polizia in arrivo. |

La tabella seguente mostra le scommesse attuali che possono essere effettuate su Crown Perth.
| Tipo di scommessa         | Casinò Edge | Pagamento | Descrizione |
| ------------------------- | ----------- | --------- | --- |
| Testa singola             | 3,125%      | 1–1       | Spinner fa girare un paio di teste prima di un paio di croce o in contrasto. |
| Singola coda              | 3,125%      | 1–1       | Spinner fa girare un paio di code prima di un paio di teste o in opposizione. |
| 5 quote                   | 9,375%      | 28–1      | Spinner fa girare cinque quote di fila ("odding out") prima di una coppia di testa o di una croce.                                                                                           |
| La scommessa del filatore | 3.400%      | 15–2      | Disponibile solo per lo spinner corrente. Lo spinner tenta di far girare tre paia di testa o tre paia di croce e vincerà se lo fa prima che a) otterrà il risultato opposto o b) odding out. |

## Gioco

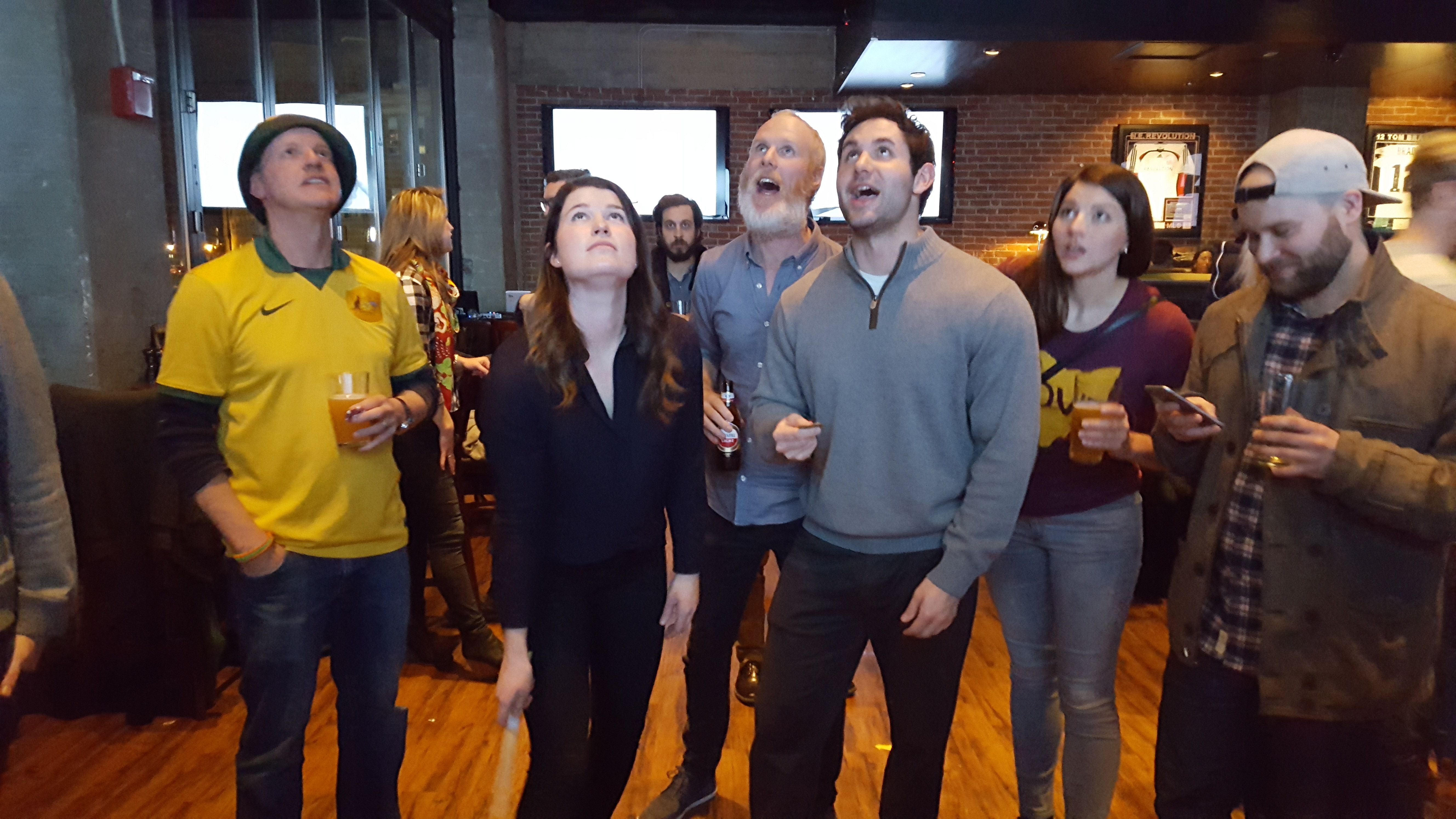
Celebranti che giocano in due all'Australia Day Celebration a Boston, Massachusetts.

Il Ringie seleziona un giocatore come spinner (generalmente accolto con forti grida di "Come in spinner!" Dal resto dei giocatori). Lo spinner lancia le monete in aria usando il kip finché non vincono (e continuano a girare), perdono (e il kip viene offerto al giocatore successivo sul ring) o lanciano il kip (prendere le scommesse vincenti e ritirarsi).
Il formato base del gioco:
- Due teste significano che vince lo spinner.
- Due code significano che lo spinner perde sia la puntata che il diritto di girare.
- Odds ("uno di loro") significa che le scommesse head o tail sono bloccate e lo spinner lancia di nuovo.

Lo spinner è tenuto a piazzare una scommessa (di solito su testa) prima del suo primo tiro che deve essere coperto (eguagliato) da un altro giocatore. Se lo spinner vince, mantiene la scommessa e copre, meno una commissione che il pugile preleva da questa scommessa. Se lo spinner perde, l'intera scommessa va al giocatore che ha coperto la scommessa. Questo rende il lancio delle monete una leggera proposta perdente rispetto a una scommessa laterale, tuttavia questo è bilanciato dall'interesse di lanciare le monete e dalla possibilità di aggiungere un tocco personale "fortunato" al giro. Lo svantaggio (costo per l'esecuzione del gioco) è condiviso sulla Scuola dal fatto che il Kip viene passato sull'Anello durante i giri successivi.
Poiché un giro di scommesse e il giro successivo dura circa un minuto, e viene risolta la vincita/perdita in media ogni tre giri, la commissione del Pugile sulle vincite viene pagata in media dieci volte all'ora. cioè Se la scommessa media degli Spinner è di $ 20, coperta da $ 20, e la commissione è del 10%, il Boxer prenderà $ 40 l'ora di commissione. L'assunzione di commissioni è stata resa illegale per i giochi senza licenza nella maggior parte degli stati, anche quando il gioco è consentito (ad es giorno ANZAC).
Gli altri membri della scuola piazzano scommesse secondarie (scommesse l'uno contro l'altro) sul fatto che le monete saranno Testa o Croce. Queste scommesse vengono offerte gridando l'importo e la preferenza (es "Cinquanta dollari a testa!) magari mentre picchiettano i soldi sulla loro testa, fino a quando un altro giocatore che desidera scommettere sulla moneta opposta si avvicina a loro per coprire la scommessa. L'importo combinato della scommessa è tradizionalmente trattenuto dal tail-better fino a quando la scommessa non si risolve (es Viene lanciata testa e la scommessa combinata viene consegnata al migliore in testa, oppure viene lanciata Croce e la scommessa combinata viene imbucata dal migliore in coda. ) Questo di solito fa sì che i giocatori più ricchi/più ricchi prendano la scommessa "croce", consentendo loro di coprire un numero di scommesse "testa" su ogni tiro.

### Variazioni
- Lanciare tre monete, invece di due: poiché almeno due monete corrisponderanno sempre, questo si traduce in una decisione su ogni lancio (due testa o due croce, con la terza moneta ridondante - "morte improvvisa"), e quindi un gioco più veloce, con più azione, poiché le scommesse vengono risolte ad ogni lancio - non c'è pausa nel gioco quando vengono lanciate le quote.
- Lo spinner vince solo dopo una serie successiva di testa: cioè, se sono necessarie tre teste prima di una croce, con un qualsiasi numero di quote, allora "quota, testa, quota, quota, testa, quota, testa" sarebbe una vittoria. I casinò lo pagano a 7,5 a 1. Questo accelera il gioco poiché lo Spinner non può "Lanciare il Kip" dopo un singolo lancio (la selezione di un nuovo spinner richiede tempo, interrompendo il gioco).
- Se lo spinner lancia quote successive, perde: ad esempio, se cinque quote lanciate prima di una croce perde mentre per vincere sono necessarie tre teste, allora "quote, testa, quota, quota, testa, quota, quota" sarebbe una perdita. I casinò utilizzano questa regola per fornire loro il vantaggio di cui hanno bisogno per eseguire il gioco, poiché il casinò raccoglie tutte le scommesse Head/tail se vengono lanciate cinque quote di fila.
- Nei giochi da casinò lo Spinner può scommettere su testa o croce.
- Nei casinò non sono consentite scommesse secondarie; tutte le scommesse vengono piazzate con il Casinò come banca.

## Cultura popolare
Il 17 novembre 2004, il Premier del New South Wales ha osservato all'Assemblea legislativa del New South Wales :
Il protagonista del romanzo in versi di C.J. Dennis del 1915 The Songs of a Sentimental Bloke soffre di una dipendenza dal gioco in due.
Il gruppo rock australiano AC/DC ha una canzone chiamata "Two's Up" nel loro album Blow Up Your Video del 1988 che fa riferimento al gioco.
Nel film del 1960 Hell Is a City ambientato a Manchester, in Inghilterra, c'è una scena in cui i ladri usano denaro rubato per unirsi a una banda di uomini locali riuniti su una collina dietro la città per giocare "il lancio". Un lanciatore bilancia due penny su due dita tese e poi li lancia in alto in aria per vedere come atterrano. Il lanciatore vince con doppia testa e perde con doppia croce. Altri uomini tra la folla coprono le sue scommesse (scommessa contro di lui), con un "pugile" che gestisce i soldi e tiene traccia delle scommesse. Uomini di vedetta con binocolo e fischietti seduti alle finestre superiori degli edifici vicini per avvertire dell'arrivo della polizia.
Il film del 1971 Wake in Fright contiene scene in cui il protagonista, un insegnante di nome John Grant, che soggiorna per una notte in una città mineraria semi immaginaria basata su Broken Hill, realizza inizialmente vincite significative in una partita a due, prima di perdere successivamente tutto ancora.
Il libro Come in Spinner prende il nome dal bando. C'è anche una sequenza nel film The Shiralee con Bryan Brown che fa riferimento al gioco.
Durante la registrazione in onda del segmento "Tin Symphony" della cerimonia di apertura dei Giochi Olimpici del 2000, ci sono due scene di coloni che giocano a due fuori da una casa di latta.
Il 20 febbraio 2015, un gioco a due è apparso in The Doctor Blake Mysteries, serie 3, episodio 2, intitolato "My Brother's Keeper".